# Battle of the Nations
Battle of the Nations er en international historisk kampkonkurrence, der blev afholdt første gang i 2009 i Kharkiv, Ukraine. og har siden været afholdt rundt om i Europa mellem april-maj, hvert år siden.
Det er en fuld-kontakt sport, hvor der anvendes metalvåben og en standardiseret liste af regler. Landshold konkurrerer i adskillige standardturneringer, som alle inkluderer fuld kontakt.
Hold fra op til 33 lande har deltaget i turneringerne.

## Værtsbyer
- 2010, Khotyn fæstning i Tjernivtsi oblast, Ukraine[5]
- 2011, Khotyn fæstning, i Tjernivtsi oblast, Ukraine[6]
- 2012 i Warsawa, Polen[7]
- 2013 Aigues-Mortes, in Gard, France[8]
- 2014 i Trogir, Kroatien[9]
- 2015 Petrin, i Prag, Tjekkiet[10]
- 2016 Petrin, i Prag, Tjekkiet[11]
- 2017 La Monumental, i Barcelona, Spanien[12][13]
- 2018 Santa Severa, i Rom, Italien[14]
- 2019 Smederevo fæstning, i Smederevo, Serbien